# Pedro Grullo
Pedro Grullo, Pedrogrullo, Pero Grullo o Perogrullo, "que a la mano cerrada llamaba puño", es un personaje paremiológico o de la literatura tradicional cuyo origen histórico es de difícil determinación. Su idiosincrasia es la de un personaje cómico, producto de la imaginación popular, aunque existen hipótesis e investigaciones en las que se afirma que habría existido un Pedro Grullo real. En cualquier caso, en el habla corriente se identifica al personaje como el primer, o el más famoso, decidor de perogrulladas —tautologías retóricas—, esto es, verdades redundantes o pleonásticas del tipo "ha amanecido porque es de día".

## La perogrullada
Cuando alguien emite una expresión tan evidente o tan sabida que resulta una afirmación trivial o apodíctica, o técnicamente un truismo, suele opinarse que se dijo una perogrullada o una verdad de Perogrullo, de demostración tan fácil como el test del pato. Igualmente, cuando se pregunta ociosa o inútilmente por algo porque su respuesta se está viendo, se llama "pregunta del aragonés / que preguntas lo que ves". En retórica la perogrullada es semejante a la tautología, la redundancia o el pleonasmo: una definición tan simple que duplica su misma denominación. Por ejemplo: "Como dijo el Guerra, lo que no puede ser, no puede ser... y además es imposible". También puede adoptar la modalidad de una litotes o atenuación. Ejemplos: «cuando no hace frío hace calor o está agradable», o «en lo lleno no hay vacío» son perogrulladas o simplezas.
En el Diccionario de la lengua española (de la Real Academia Española) la perogrullada se define como «verdad o certeza que, por notoriamente sabida, es necedad o simpleza decirla». En el diccionario de María Moliner, donde se le define como «dicho propio de Perogrullo», se dedica una entrada al autor de esas verdades:
«Perogrullo (de “Pedro” y “Grullo”): personaje supuesto al que se atribuyen humorísticamente las sentencias o afirmaciones de contenido tan sabido y natural que es una tontería decirlas».
Quien inventó el vocablo perogrullada fue Francisco de Quevedo, en su libro Sueños y discursos (1622), en concreto en la Visita de los Chistes, también conocida como Sueño de la Muerte, donde interviene el «gran profeta» Pero Grullo: «Yo soy Pedro y no Pero Grullo, que quitándome una d en el nombre me hacéis el santo fruta». Y el personaje ofrece diez profecías, a las cuales Quevedo denomina perogrulladas. Sirva de ejemplo esta:

## Origen del personaje
En un ensayo acerca del origen etimológico de los apellidos castellanos, José Godoy Alcántara dice que Petro Grillo fue un personaje real que actuó como testigo en dos escrituras de 1213 y 1227 en Palencia. Añade: «Coetáneo de Pedro Mentiras, si es que se trata del que ha hecho célebre la naturalidad de las verdades».
Durante el siglo xv, particularmente en Cantabria, se citaba a Pedro Grillo. Existe un documento que data de 1460, titulado Profecía, cuyo autor usa el seudónimo de Evangelista. Se trata de un breve relato en el que se describe a un profeta ermitaño, a quien llama «Pero Grillo». Este personaje hacía gala de una especial verborrea y lanza una profecía que es una sarta de perogrulladas, entre las cuales se leen obviedades como las siguientes:
El primer día de enero que vendrá será primero día del año, que todo el mundo no lo estorbará, si con el tiempo no se remedia. Este día amanecerá al alba. Vendrá una niebla tan grande y tan oscura que cubrirá el cielo, y no habrá hombre, por ciego que sea, que vea las estrellas a medio día.
Es muy probable que a este Pero Grillo, casi cien años después, en 1551, Hernán Núñez de Guzmán, en sus Refranes o proverbios en romance, le haya cambiado de nombre y, en consecuencia, convertido en el Pero Grullo mencionado.
Algunos investigadores creen que el Pedro Grillo del siglo xv evolucionó hasta Pero Grullo en el siglo xvi. Quizá en esta modificación del nombre habría que tener en cuenta que en italiano el adjetivo grullo significa "simple, tontorrón, uno poco vivaz intelectualmente que se deja engañar con facilidad"; y como es bien sabido durante el siglo xvi la influencia de la cultura italiana en España se hace particularmente intensa. Ya en 1605, este personaje aparece en la novela La pícara Justina, de Francisco López de Úbeda. También Cervantes lo menciona en la segunda parte de Don Quijote de La Mancha. En el capítulo lxii, Sancho Panza pregunta a la «cabeza» si volverá a ver a su mujer y a sus hijos. La «cabeza» responde: «Gobernarás en tu casa; y si vuelves a ella, verás a tu mujer y a tus hijos; y, dejando de servir, dejarás de ser escudero». A lo cual Sancho añade: «Bueno, par Dios; esto yo me lo dijera: no dijera más el profeta Perogrullo».
El lexicógrafo Ramón Joaquín Domínguez, en su Diccionario Nacional o Gran Diccionario Clásico de la Lengua Española, de mediados del siglo xix, define perogrullada, perogrullear y Perogrullo:
«Personaje o ente quimérico, extravagante, ridículo, que se supone haber existido y dejado una preciosa colección de sandeces, apotegmas, axiomas y verdades como estas: cuatro huevos son dos pares; la mano cerrada se puede llamar puño y aun de hecho se llama así; cuando no se tiene frío, es que se ha entrado en calor; al que le quitan la vida, de seguro le matan; el que gasta el último cuarto de su última peseta, regularmente se queda sin ella; casi se puede afirmar, sin temor de ser desmentido, que no ven objeto alguno los ciegos de nacimiento. Lindezas de este jaez, que son simplezas de a folio, pifias de marca mayor, pertenecen al género, al gusto y al estilo del incomparable Perogrullo.
Motivos hay, sin embargo, fundados en la misma naturaleza de ciertos patanes socarrones, aparentemente bobos, y en el fondo nada lerdos, antes muy avisados y advertidos; motivos hay, repetimos, para creer que haya existido un gracioso de este nombre, segunda edición de Bartolo, si, más antiguo quizá, no ha servido de prólogo a la primera. Sentimos que la Academia nada nos diga acerca de tan interesante sujeto, limitándose a nombrarlo una sola vez en la palabra perogrullada, naturalísimo derivado suyo».
Pese a todo este trabajo hecho por investigadores y lexicógrafos quizá nunca se sepa a ciencia cierta quién fue en realidad este Pedro Grullo o Perogrullo, que hizo tan famosas sus perogrulladas.

## Ejemplos
En el libro Los Sueños, Francisco de Quevedo, en 1622, incluyó diez profecías o perogrulladas célebres, de las cuales destacan las siguientes:
Muchas cosas nos dejaron
las antiguas profecías
dijeron que en nuestros días
será lo que Dios quisiere.
Si lloviere hará lodos,
y será cosa de ver
que nadie podrá correr
sin echar atrás los codos.
Las mujeres parirán
si se empreñan y parieren,
y los hijos que nacieren
de cuyos fueren serán.
Las perogrulladas más evidentes y comunes en el habla cotidiana son del tipo he comido comida, he bebido bebidas, he comido comiendo. Algunas veces no son muy evidentes, como cuando al confesarse uno le dice al sacerdote he sido egoísta, he pecado de egoísmo, siendo así que el egoísmo está en la base de todo pecado y es como decirle al sacerdote he pecado pecando, lo cual es una obviedad y no aporta nada. Otro ejemplo, cuando se dice los rentistas no trabajan, sino que viven del capital, sin caer en la cuenta que es como decir los ricos viven de la riqueza, lo cual es  una obviedad y tampoco aporta nada.

## Otros personajes (y otras obviedades)
Aparte del aragonés preguntón, el Alcalde de Boceguillas era citado en la literatura clásica por sus sentencias perogrullescas, hasta el punto de que se hizo frase hecha "senténcielo un alcalde de Boceguillas". Aunque «se haya sacado la rifa del tigre sin haber comprado boleto», probablemente el personaje precursor de las perogrulladas haya sido un militar francés, por lo cual en Francia existe una versión similar: verités de Monsieur de La Palisse (verdades del señor de La Palisse), o lapalissades («lapalisadas»).
Su nombre era Jacques II de Chabannes, o Jacques de la Palice (Lapalisse es el nombre actual de la ciudad de Palice). Pero él no fue autor de alguna «lapalisada»: perogrullada. Era un valiente mariscal al servicio del rey Francisco I. Falleció en 1525 durante el sitio a Pavía, Lombardía, Italia.
El último estiquio (verso) de una copla de una canción elegíaca, compuesta por soldados a su mando, quienes deseaban honrarlo por su arrojo, devino en perogrullada por cuatro razones desafortunadas: 1) ambigüedad gráfica de las letras s y f, que entonces eran muy semejantes: ſ y f (coexistían la s normal, o redonda, y la letra ſ o «ese» larga); 2) asonancia: semejanza fonética de dos palabras; 3) separación incierta entre vocablos, que generaba incertidumbre acerca de si se trataba de una o más dicciones; 4) diferencia semántica (significado) a causa de tal deficiencia separadora. La estrofa era la siguiente:
Hélas, La Palice est mort,
il est mort devant Pavie
hélas, s'il n'estoit pas mort
il ſerait encore envie.
Por lo tanto, este último verso se publicó así: il serait encore en vie. Literalmente las traducciones respectivas son: él haría (provocaría, daría) todavía envidia, y él estaría todavía en vida. El epitafio de La Palice contenía esta inscripción:
Ci-gît le Seigneur de La Palice
S’il n’était mort il ferait encore envie
(Aquí yace el señor de La Palice
Si no hubiera muerto daría todavía envidia)
Esta ingenuidad motivó que, en el siglo xviii, Bernard de La Monnoye publicara una extensa (52 estrofas) versión irónica de la canción.